# Fagfællebedømmelse
 Der er for få eller ingen kildehenvisninger i denne artikel, hvilket er et problem. Du kan hjælpe ved at angive troværdige kilder til de påstande, som fremføres i artiklen.

Fagfællebedømmelse, også kaldet peerreview efter den engelske betegnelse, er en procedure i forbindelse med offentliggørelsen af nye forskningsresultater, der traditionelt benyttes for at sikre videnskabelighed og kvalitet i videnskabelige tidsskrifter. Ikke alle forskningspublikationer er dog fagfællebedømte; dette gælder således typisk ikke artikler i konferenceudgivelser og antologier.
Den person, der foretager fagfællebedømmelsen af en videnskabelig artikel, kaldes enten en bedømmer, peerreviewer eller referee (fra engelsk). Også ordet skønsmand er anvendt. En rapport udarbejdet på baggrund af en fagfællebedømmelse kaldes en bedømmelsesrapport, en peerreviewrapport, en referee-rapport eller evt. en peerreviewbedømmelse.

## Metode
En bedømmelse af en forskningsartikel foretages efter, at en forsker har indsendt sin artikel til et videnskabeligt tidsskrift: Tidsskriftets redaktør vurderer først, om artiklen lader til at kunne offentliggøres, hvorefter redaktøren sender artiklen til typisk 1-3 andre forskere, der bedømmer artiklen (foretager et peerreview). Herefter udarbejdes en rapport der beskriver, hvilke ændringer der evt. skal foretages i artiklen, før den kan publiceres (medmindre den forkastes). Når forfatteren har behandlet sin artikel i henhold til rapporten, sendes den tilbage til redaktøren, der evt. sender den videre til en opfølgende fagfællebedømmelse, medmindre det kun drejer sig om mindre rettelser. Herefter kan artiklen publiceres i tidsskriftet, og kaldes nu en fagfællebedømt artikel.

## Former for fagfællebedømmelse
Fagfællebedømmelser kan opdeles i tre hovedtyper:
- Anonym fagfællebedømmelse
- Ikke-anonym fagfællebedømmelse
- Åben fagfællebedømmelse

De tre typer udelukker dog ikke nødvendigvis hinanden: Et tidsskrift kan lade det være op til bedømmeren, om hun/han vil være anonym. Ligeledes kan en anonym fagfællebedømmelse være dobbelt blind i den forstand, at både artiklens forfatter og bedømmeren er anonym. Den sidste type, åben fagfællebedømmelse, er en forholdsvis ny type, hvor alle dele af fagfællebedømmelsen er åben, enten for offentligheden eller for medlemmer af et givent forskningsområde. Eksempler på det sidstnævnte er artikler på Scholarpedia og en forsøgsordning hos tidsskriftet Nature.

## Problemer ved fagfællebedømmelse
Potentielle problemer i forbindelse med fagfællebedømmelser er, at bedømmeren kan lade sig inspirere af en upubliceret artikel, som han får til bedømmelse, og offentliggøre forskningsresultaterne som sine egne. Derudover kan man indvende, at processen omkring fagfællebedømmelse kan give en tendens til at frasortere forskningsresultater, der er kontroversielle eller politiske, selvom de opfylder kravene om videnskabelighed.
Et eksempel på hvordan fagfællebedømmelser i værste fald kunne have hæmmet forskningen, er Albert Einsteins afhandlinger fra begyndelsen af 1900-tallet. Einsteins afhandlinger blev flere gange afvist, da han forsøgte at opnå sin doktorgrad: Hans ideer var for kontroversielle og faldt ikke i professorernes smag. På dette tidspunkt blev artiklerne i det ansete tyske tidsskrift Annalen der Physik ikke fagfællebedømt, så Einstein kunne forholdsvis let publicere sine afhandlinger dér som fem artikler i 1905. Havde tidsskriftet allerede dengang været fagfællebedømt, havde der været stor risiko for, at bedømmerne kunne have være nogle af de selvsamme professorer, som havde afvist hans afhandlinger i forbindelse med doktorgraden. Einstein fik senere Nobelprisen i fysik for sit teoretiske arbejde med den fotoelektriske effekt, der blev publiceret i Annalen der Physik nr. 17 (1905).
Fagfællebedømmelser er desuden ingen garanti for høj kvalitet, men kan lide af manglende evner eller omhu fra bedømmernes side. Desuden er det flere gange sket, at bevidste forsøg på at narre systemet er gået direkte igennem fagfællebedømmelsen og er blevet godkendt. Som eksempler på dette kan nævnes Wessex Institute of Technologys parodier, IEEE's fagfælleaccept af fupnumre og pseudovidenskab, samt Sokal-affæren, hvor en matematiker fik offentliggjort en bevidst forvrøvlet artikel for netop at undersøge, om det pågældende tidsskrift kunne lokkes til at trykke en hvilken som helst artikel, så længe den virkede videnskabelig og indeholdt de rigtige udtryk.